# RUS Bercheux
RUS Bercheux was een Belgische voetbalclub uit Bercheux. De club was aangesloten bij de KBVB met stamnummer 4344 en had groen en zwart als kleuren. De club speelde in haar bestaan een aantal seizoenen in de nationale reeksen. RUS Bercheux verdween in 2007.

## Geschiedenis
De club ontstond in 1945 als Union Sportive de Lescheret en sloot zich aan bij de Belgische Voetbalbond. Eerder was in 1922 al een gelijknamige club uit Lescheret aangesloten bij de voetbalbond, maar alweer geschrapt in 1923. De nieuwe club kreeg nu stamnummer 4344 toegekend en ging in de provinciale reeksen spelen. In 1962 werd de club omgedoopt in Union Sportive Bercheux.
Rond de eeuwwisseling maakte RUS Bercheux een opgang. In 1997 steeg men naar Eerste Provinciale en ook daar werd de club een van de beteren. Zo bereikte men in 2001 de eindronde en daarna de interprovinciale eindronde, maar daar was KRC Boortmeerbeek te sterk. Twee jaar later kende de club toch succes. RUS Bercheux werd kampioen in de Luxemburgse Eerste Provinciale en zo promoveerde men in 2003 voor het eerst naar de nationale reeksen.
RUS Bercheux kon zich daar nog even handhaven in Vierde Klasse, maar eindigde er in 2005 toch op een degradatieplaats en zakte zo na twee jaar weer naar Eerste Provinciale. Daar werd men echter het volgende seizoen meteen weer kampioen en Bercheux keerde in 2006 terug in Vierde Klasse. Opnieuw strandde men er op een degradatieplaats. Men had niet meer de middelen om de ambities waar te maken en RUS Bercheux werd opgedoekt. Stamnummer 4344 werd geschrapt.
Meteen werd door enkele aanhangers een nieuwe club opgericht, FC Bercheux. Men sloot zich aan bij de Belgische Voetbalbond met stamnummer 9510 en ging van start in de laagste provinciale reeksen.

## Bekende spelers
- Michaël Goossens, speelde in 2006/07 op het eind van zijn carrière bij Bercheux